# Droits LGBT au Salvador
Les droits des personnes LGBTI+ au Salvador ne sont pas les mêmes que ceux du reste de la population. Bien que les relations sexuelles consenties entre personnes du même sexe sont légales depuis 1826, la société salvadorienne, majoritairement conservatrice, considère le thème comme tabou, et les droits LGBT se heurtent à de nombreux défis,.
Au début des années 2000, une évolution progressive se fait sentir dans le pays, alors que la communauté commence à être plus visible, comme par exemple avec le cas de Hugo Salinas, première personne ouvertement gay à devenir maire d'une ville du Salvador (2006-2009),. En juin 2006, le conseil municipal de la ville (capitale) de San Salvador se déclare en faveur du respect des droits de l'homme pour les personnes faisant partie de la communauté LGBT, face aux partis de droite qui tentaient d'inscrire l'interdiction du mariage homosexuel dans la constitution. En mai 2009, on interdit la discrimination basée sur l'orientation sexuelle dans le système de santé public. En juin 2009, l'arrivée au pouvoir du FMLN est l'occasion de la création de la Direction de la Diversité Sexuelle (DDS) à l'intérieur du Secrétariat à l'inclusion sociale (SIS), et le décret exécutif numéro 56 de 2010 contient une série de mesures visant à éviter toute forme de discrimination dans l'administration publiue. En 2015, le Code Pénal salvadorien est modifié pour retenir comme circonstance aggravante un homicide motivé par l'identité ou l'expression de genre ou l'orientation sexuelle de la victime.
Cependant, avec l'arrivée au pouvoir du parti Nueva Ideas en juin 2019, ce dernier orchestre une série de reculs concernant les droits LGBTI et les victoires obtenues les années précédentes. Le SIS est dissous le 2 juin 2019 ; une de ses missions majeures étant de veiller à l'application du décret exécutif numéro 56, ce dernier se retrouve sans effet légal. En octobre 2022, quelques jours après une polémique sur la présence de contenu LGBT dans un programme de télévision éducatif, le Ministère de l'éducation ordonne le retrait de plusieurs libres sur l'éducation complète à la sexualité (cadre développé par l'ONU pour une éducation sexuelle qui comprend notamment des informations sur les sexualités LGBT) de tous les centres scolaires du pays. En février 2024, le président Bukele ordonne au Ministère de la santé de retirer tout contenu lié à la diversité sexuelle des cliniques et unités de santé du pays, et élimine aussi les "Lignes directrices pour la prise en compte totale des besoins de santé des personnes LGBT", approuvées en 2016 et donnant un cadre aux personnels de santé,. De même, en février 2024, le ministre de l'éducation confirme les déclarations du président, qui a affirmé que tout contenu LGBTI avait été retiré des guides, livres, et matériels éducatifs, ainsi que toute trace de l'"idéologie du genre". En juin 2024, Bukele annonce le renvoi de 300 employés du Ministère de la culture pour avoir, selon ses dires, promu des actes incompatibles avec la vision du gouvernement.
D'un autre côté, la marche des fiertés LGBT au Salvador se tient chaque année depuis 1997 à San Salvador.

## Lois et droits

### Dépénalisation de l'homosexualité
Toutes les lois coloniales, dont celles qui réprimaient l'homosexualité, sont déclarées caduques lors de l'indépendence en 1821, cependant, étant donné que le premier code pénal du Salvador n'a pas été promulgué avant 1826 (et ne criminalisait pas l'homosexualité, sous aucune forme), on considère que l'homosexualité n'est officiellement pas considérée comme un crime au Salvador depuis 1826.
Le Salvador est le seul pays d'Amérique Centrale qui n'a jamais officiellement criminalisé l'homosexualité depuis sa formation en tant qu'état souverain. Cependant, il existe plusieurs cas tout au long du XXème siècle où des personnes LGBTI+ sont arrêtées sous des motifs d'avoir contrevenu aux lois qui criminalisaient les actes "contraires aux bonnes moeurs" ; par exemple, l'arrestation de Juliana Martínez, une femme trans de San Vicente, détenue par la police de Hacienda en 1940, qui utilisa contre elle la loi de juillet 1940 contre "les vagabonds et les criminels".
D'autre part, le Comité des Droits de l'Hommes de l'ONU a noté en 2003 que les "mesures locales", souvent connues sous le nom d'ordonnances sur les délits mineurs, sont utilisées comme outil de discrimination basée sur l'orientation sexuelle.
La majorité sexuelle au Salvador est de 15 ans, quelle que soit l'orientation sexuelle.

### Reconnaissance des couples homosexuels
Il n'existe aucun type de reconnaissance pour les couples formés de personnes de même sexe sous la forme de mariage homosexuel ou d'union civile, et l'état ne reconnaît pas non plus les familles homoparentales. Depuis 2005, plusieurs débats se sont tenus à l'Assemblée législative dans le but d'inscrire dans la constitution l'interdiction du mariage homosexuel et l'adoption homoparentale, mesure appuyée par les partis conservateurs et par l'Église catholique. Malgré cela, toutes les tentatives d'interdire constitutionnellement le mariage homosexuel et l'adoption homoparentale ont échoué,,.
En août 2016, un avocat salvadorien soumet une demande à la Cour Suprême du pays, demander à ce que soit modifié l'article 11 du Code de la Famille, qui définit le mariage comme une union entre un homme et une femme. En qualifiant la loi de discriminatoire et en soulignant l'absence de termes genrés dans l'article 34 de la constitution, la demande visait à octroyer aux couples homosexuels le droit de se marier. Le 20 décembre de la même année, la Cour Suprême rejette la demande pour un vice de forme. Le 11 novembre 2016, une seconde demande est présentée, là aussi contre l'interdiction de mariage entre personnes du même sexue. Le 17 janvier 2019, la Cour Suprême rejette la demande pour des raisons de procédure.
En janvier 2018, la cour inter-américaine des droits de l'homme (CIDH) a prononcé une peine qui reconnaît le mariage entre personnes du même sexe comme un droit de la personne protégé par la Convention américaine relative aux droits de l'homme. Le même moi, la Chambre Constitutionelle de la Cour Suprême de Justice du Salvador invide une proposition de loi interdisant le mariage homosexuel.
Début 2020, la Chambre Constitutionelle se penche sur une poursuite en justice qui cherchait à annuler une disposition légale qui empêchait le mariage homosexuel au Salvador. Cependant, à cause de la crise sanitaire du COVID-19 début 2020, le cas n'a jamais été réglé, et jusqu'à ce jour il n'existe aucune information sur la façon dont la poursuite a été résolue,.
En 2021, on propose de modifier la constitution pour introduire le concept que "toute personne a droit à une famille" et que "le mariage n'est pas la seule base légale de la famille". Cette modification aurait pu permettre la possibilité que les couples homosexuels soient reconnus par la loi, cependant, la proposition fut rejetée par le président en septembre 2021.

### Lois et mesures antidiscrimination

#### Protection au travail
Depuis 2010, l'état salvadorien a mis en place des mesures légales qui interdisent la discrimination basée sur l'orientation sexuelle et l'identité de genre sur le lieu de travail, via un décret législatif.
Ce décret, le décret exécutif numéro 56 (2010), établit une série de mesures dont le but affiché est d'éviter toute forme de discrimination basée sur l'orientation sexuelle et l'identité de genre sur le lieu de travail dans l'administration publique. Il s'agit bien d'une grande avance en matière de droits LGBTI+ dans le pays ainsi qu'en Amérique Centrale, puisque le Salvador est alors seulement le deuxième pays de la région (après le Nicaragua en 2008) à adopter des mesures légales contre la discrimination de ce type sur le lieu de travail. Cependant, cette avance est à tempérer, car elle n'interdit pas la discrimination basée sur les caractéristiques sexuelles ou l'expression de genre. Ainsi, les personnes intersexes et toutes les personnes dont l'apparence physique ne correspond pas à leur genre sont plus vulnérables au harcèlement, à la discrimination, aux agressions physiques, verbales, ou psychologiques, ou à être renvoyées de leur travail,,. De plus, le décret s'applique uniquement dans la fonction publique, et pas sur tous les lieux de travail. Enfin, il faut rappeler que la dissolution du Secrétariat à l'Inclusion Sociale (SIS) en juin 2019 a mis ce décret dans une position bien moins effective, ce secrétariat étant l'organisme qui devait veiller à son exécution ; certaines sources indiquent également que le Ministère du travail n'a pas mis en place de moyens d'enregistrer les dénonciations de harcèlement ou discrimination basée sur l'orientation sexuelle ou l'identité de genre.

#### Protections larges
Depuis 2009, quelques avancées dans la législation salvadorienne sont à remarquer dans le domaine de l'éradication et de la protection légale contre la discrimination en général. Ceci se fait à travers des accords, des normes, des lois, des codes et des cadres. Cependant, certaines de ces avancées sont limitées : certaines lois interdisent simplement la discrimination basée sur l'orientation sexuelle (et pas l'identité ou l'expression de genre, les caractéristiques sexuelles, la séropositivité, etc.) ; d'autre part, ces avancées se limitent à certains domaines, comme le système de santé, le système éducatif, le système judiciaire, et le système bancaire. Il n'y a pas d'avancées dans d'autres domaines, comme l'éradication du harcèlement homophobe dans les écoles, l'accès au logement, ou l'accès aux lieux publics comme privés,,,.

##### Dans le système éducatif
Depuis 2016, des avancées se produisent dans le système éducatif en matière de protection légale contre la discrimination basée sur l'orientation sexuelle et l'identité de genre, via des lois, politiques, et codes d'éthique. Là encore, ces avancées sont limitées car elles interdisent simplement la discrimination basée sur l'orientation sexuelle (et pas l'identité ou l'expression de genre, les caractéristiques sexuelles, la séropositivité, etc.), et les personnes intersexes et toutes les personnes dont l'apparence physique ne correspond pas à leur genre sont toujours plus vulnérables au harcèlement, à la discrimination, aux agressions physiques, verbales, ou psychologiques, et à être renvoyées du système éducatif. Ainsi, malgré les avancées contre la discrimination dans le système éducatif, elle continue d'être d'actualité,,,.
La "loi pour grandir ensemble pour la protection intégrale de la petite enfance, des enfants, et des adolescents" (2022) établit que les enfants et adolescents ont le droit au respect de la part du personnel éducatif et le droit de recevoir une éducation basée sur la tolérance, le respect, la compréhension mutuelle, et la solidarité. De même, la loi établit que les institutions éducatives doivent adopter des mesures disciplinaires positives et interdire toute violence et maltraitance physique, verbale, ou psychologique. Enfin, la loi interdit également d'exclure, expulser, ou refuser d'inscrire quelqu'un sur la base de son orientation sexuelle ou sa séropositivité. La "Politique d'équité et d'égalité de genre" (2016 et 2020) est un instrument qui permet d'adoption de mesures qui éradiquent la discrimination et la violence basée sur l'orientation sexuelle dans le milieu scolaire. Cependant, les possibilités d'action offertes par cette politique sont limitées ; de plus, la politique a une durée de validité limitée de 5 ans, ce qui a conduit à son renouvellement en 2020.
Ces deux lois sont les seuls instruments qui existent concernant la protection légale contre la discrimination dans les écoles (élémentaires et collège/lycée). Dans l'enseignement supérieur, les mesures de protection dépendent des politiques de chaque université. L'Université de El Salvador (UES) ou l'Université Francisco Gavidia, par exemple, interdisent la discrimination basée sur l'orientation sexuelle ou l'identité de genre au sein de leurs locaux dans leur règlement intérieur ; cependant d'autres universités du pays, comme par exemple l'Université Technologique de El Salvador (UTEC), n'en fait pas mention dans son règlement intérieur. À noter, la "Loi spéciale pour réguler les pratiques en milieu clinique des étudiants en période de stage, en année sociale, et les internes en médecine et en orthodontie en cours de spécialisation" (2019) établit que les étudiants en cours de spécialisation ont le droit à la non-discrimination basée sur l'orientation sexuelle ou leur "condition de genre".

##### Dans le système de santé
Malgré certaines avancées depuis 2009, les discriminations envers les personnes LGBT dans le système salvadorien sont toujours conséquentes, en particulier les personnes trans ou intersexe,,. De surcroît, le Ministère de la santé interdit les personnes LGBTI+ de donner leur sang, comme indiqué dans le "Manual de promotion, formation, et sélection des donneurs de sang".
Les avancées des années précédentes ont été détricotées récemment. En 2024, le président Bukele ordonne au Ministère de la santé de retirer tout contenu relatif à la diversité sexuelle dans les cliniques et unités de soin dans le pays, dont les cliniques VICITS (Vigilence et sentinelle des infections sexuellement transmissibles). Par la suite, il élimina les "Directives techniques pour la prise en charge totale de la santé de la population LGBT", un cadre pour les personnels de santé qui fut approuvé en 2012 et actualisé en 2016 ; de même, les lois approuvées en 2016 "Loi sur les droits et devoirs des patients et personnels de santéé et "normes sur la prise en charge intégrale de la santé des personnes affectées par la violence et les blessures" sont rendues caduques.
L'accord ministériel 202 (2009) interdit au personnel des bureaux administratifs, des hôpitaux, des unités de santé ou tout autre centre de santé publique du réseau sanitaire de discriminer sur la base de l'orientation sexuelle. La "Norme technique d'attention intégrale pour la santé des personnes adultes majeures" (2020) et la "Norme technique d'attention et de soins de santé pour les hommes adultes" (2023) établissent que les adultes ont le droit à un système de soin adéquats, opportuns, prioritaires, et immédiats qui assurent la protection et la promotion de la santé, un traitement digne, humain, respectueux et courtois, sans aucun type de discrimination sur la base de l'orientation sexuelle,. Le même droit (celui d'être traité sans discrimination basée sur l'orientation sexuelle) existe pour les personnes ayant subi des violences et des blessures depuis 2011. La "Politique pour l'égalité et l'équité de genre en santé" (2022) et la "Politique nationale de soins infirmiers" (2016) établit des lignes directrives pour renforcer le système infirmer en direction de la préservation des principes éthiques et l'accomplissement des responsabilités légales pour la défense et le respect de la dignité et des droits de l'homme, garantissant notamment que les services de soins sont prodigués sans discrimination basée sur le genre, l'orientation sexuelle, ou la séropositivité, et les intersections de ces critères,. La "Norme Technique de Promotion de la Santé" (2021) mentionne les actions de promotion de la diversité sexuelle. La "Norme Technique pour l'Attention en Soins Palliatifs" (2023), qui traite d'implémentation, promotion, et évaluation des soins palliatifs, mentionne que les soins prodigués doivent être sensibles au genre, sans stigmatisation ou discrimination basée sur l'orientation sexuelle et l'identité de genre. Enfin, le "Règlement de la loi sur la santé mentale" (2019) et la "Norme technique d'attention intégrale pour la santé mentale" (2022) garantissent l'accès à la santé mentale sous le prisme des droits de l'homme ainsi que l'inclusion des groupes vulnérables.

##### Dans le système judiciaire
Des protections existent contre la discrimination basée sur l'orientation sexuelle et l'identité de genre, cepdenant la discrimination persiste, touchant notamment les personnes trans et intersexe ; il n'y a pas non plus de mesures protégeant contre la discrimination contre les personnes séropositives.

##### Dans le système bancaire
En 2011, la "Loi de régulation des services d'information concernant l'historique des crédits des personnes" est la première avancée dans le système bancaire contre la collecte de données sur l'orientation sexuelle. La loi garantit le droit à l'honneur, à l'intimité personnelle et familiale, et à l'image de soi ; le paragraphe G de l'article 19 interdit la collecte, le traitement, la systématisation, etc. d'informations sur la conduite, la préférence, ou l'orientation sexuelle des personnes.

##### Dans le secteur touristique
La "Loi du Tourisme" de décembre 2005, qui a pour but de promouvoir et réguler l'industrie du tourisme, comprend dans son article 25 (paragraph H) une interdiction de discriminer les personnes sur la base de la "préférence sexuelle" (orientation sexuelle) lors de la prestation de services touristiques, aux citoyens comme aux étrangers.

#### Autres mesures antidiscrimination
La "Loi Spéciale pour la protection des droits des adultes majeurs" (avril 2021) a pour objectif de garantir, protéger et promovouir la reconnaissance de tous les droits de l'homme et des libertés fondamentales des personnes adultes ; le chaptire II, article 6, alinéa a établit le droit de ne pas être discriminé selon son orientation sexuelle.
La "Loi du Protection du consommateur" (août 2005), qui a pour but de protéger les droits des consommateurs, est modifiée en 2022 et entre en vigueur en 2024. Une des modifications se trouve dans le nouvel alinéa e de l'article 18, qui traite de discriminations envers les consommateurs, interdit les fournisseurs de discriminer les consommateurs sur la base de leur orientation sexuelle ou identité de genre.

### Décrets municipaux
Les décrets ou ordonnances sont des normes générales qui régulent l'organisation, l'administration, ou la prestation de services publics locaux. Seulement 14 districts sur les 262 que compte le pays ont promulgué une ou plusieurs ordonnances pour éradiquer dans les districts correspondants la discrimination basée sur l'orientation sexuelle et/ou l'identité de genre.

### Lois sur les menaces, les crimes haineux, et l'incitation à la haine
Coercition et menaces
L'article 155 du code pénal salvadorien, qui ajoute des aggravations de peine spécifiques pour les articles 153 et 154, fut modifié en 2015 par le décret 106/2015 et condamne la coercition et les menaces motivées par l'orientation sexuelle ou l'identité ou l'expression de genre.
Crimes de haine
L'article 129 du code pénal, modifié en 2015 par le décret 106/2015, ajoute une circonstance aggravante pour les homicides motivés par l'orientation sexuelle ou l'identité ou expression de la victime ; les homicides correspondants à ces critères peuvent être punis d'une peine de jusqu'à 60 ans de prison.
Incitation à la heine
Il n'existe pas de lois qui criminalisent l'incitation à la haine, sous n'importe quelle forme, ni de loi sur les discours haineux.

### Loi sur l'identité de genre
La communauté LGBTI+ salvadorienne constitue l'une des franges de la population qui a subi le plus les conséquences du système conservateur et hostile aux droits de l'homme qui s'est construit au fil des ans dans le pays. En particulier, la communauté trans est la plus susceptible de souffrir des conséquences de ce système ; elle rencontre chaque jour des difficultés d'accès à des services de base comme le système de santé ou l'éducation, des taux élevés de discrimination, de l'exclusion du marché du travail. Ceci a motivé le vote d'une loi concernant l'identité de genre.
Le projet de loi est présenté le 22 mars 2018 par le groupe parlementaire du FMLN et les organisations regroupées sous la bannière de la "Table Permanente Pour Une Loi Sur l'Identité de Genre au Salvador" ; le projet de loi doit alors être analysé et approuvé en séance de l'assemblée. La proposition de loi passe par les mains de la Commission de la Femme et de l'Égalité de Genre, où l'on s'attend à ce qu'une discussion commence en vue d'un vote dans la Chambre Blue (l'assemblée salvadorienne) ; cependant, le projet de loi ne voit pas le jour pendant plus de 3 ans. En 2020, plusieurs organisations LGBTI+ protestent contre le manque d'intérêt de l'assemblée législative pour approuver cette proposition de loi. Le 2 juillet 2020, une demande d'information est envoyée à l'assemblée législative, mais il n'y a pas de réponse. En 2021, une autre demande d'information venant de la question n el 2021, se presentó nuevamente una solicitud de información por parte de la "Table Permanente Pour Une Loi Sur l'Identité de Genre au Salvador" est envoyée pour demander l'approbation du projet de loi, mais rien n'avance. Le 14 mai 2021, ce projet de loi (ainsi que le projet de Loi Spéciale pour l'Égalité et Contre la Discrimination, ou LEID) est mis de côté sous prétexte que ces projets de loi sont maitnenant "obsolètes et non basés sur la réalité.”. Le 20 août 2021, la Table présente encore une fois un projet de loi sur l'identité de genre ("Loi sur l'Identité"), qui est reçu dans l'assemblée législative par les députés du FMLN et de Notre Temps.
Le 2022 la situation des droits pour les personnes trans commencent à l'améliorer significativement. Dans une résolution datée du 22 février 2022, la Chambre Constitutionnelle de la Cour Suprême de Justice ordonne à l'assemblée de réformer la "Loi sur le Nom des Personnes" pour permettre aux personnes trans de changer de nom et leur identité de genre, car sinon cela provoquerait un "acte discriminatoire non justifié",. Le 17 mars 2022, Bianka Rodríguez, activiste pour les droits trans au Salvador, devient la première femme trans à pouvoir modifier son nom sur ses documents officiels,. Le 19 août, Aldo Peña devient le premier homme trans à le faire.

### Police nationale et municipale, forces armées
Les salvadoriens LGBTI+ peuvent servir ouvertement dans toutes les forces de l'ordre, comme la Police Nationale Civile (PNC), le Corps des Agents Municipaux (CAM), ou les Forces armées du Salvador. Cependant, même si il n'y a pas d'obstacle pour les personnes LGBTI+ à rejoindre ces corps, il n'existe pas de loi ou de norme qui empêche la discrimination basée sur l'orientation sexuelle et l'identité ou l'expression de genre dans ces corps.
On peut noter par exemple le cas dans les forces armées de Cristian Adalberto Castro Grijalva, qui est congédié sans paye pendant deux ans par le Tribunal d'Honneur des Forces Armées, pour une "conduite publique ou privée notoirement immorale ou contraire aux bonnes moeurs ou à l'ordre public". Même si les avocats de l'officier ont contesté la décision, arguant que les droits de l'officier ont été bafoués pendant le processus administratif, le Haut Commandement des Forces Armées valida la décision de renvoyer l'officier.
Début février 2022, Comcavis Trans y Ormusa présentent les résultats d'une étude de "cas qui démontrent la discrimination et la violence envers la population LGBTI au Salvador", qui démontre que 65% de la population LGBTI a été discriminée par des forces de l'ordre (police municipale ou national). Ceci est cohérent avec une publication de l'organisation internationale Human Rights Watch (HRW), publiée en 2021, qui indique que les personnes LGBTI au Salvador font face à des "actes de torture, traitements inhumains ou dégradants, usage excessif de la force, détentions illégales et arbitraires, et d'autres formes d'abus ; la plupart du temps commis par des agents des forces de l'ordre”.

### "Thérapies de conversion"
Connues au Salvador comme des Efforts pour Corriger l'Orientation Sexuelle et l'Identité de Genre (acronyme ECOSIG), les "thérapies de conversion" regroupent plusieurs méthodes pseudoscientifiques qui ont pour objectif de changer ou altérer l'orientation sexuelle ou l'identité de genre des personnes LGBT+. Malgré le fait que l'Organisation Mondiale de la Santé ait éliminé en 1990 l'homosexualité de la liste des maladies mentales, et la transidentité en 2018, de nos jours il existe diverses organisations religieuses qui continuent de répander ce type de "thérapies" dans le monde entier.
Il n'existe aucune étude scientifique à méthodologie validée qui démontre que les thérapies de conversion, sous n'importe quelle forme, sont effective. Les données internationales permettent de conclure qu'il n'existe aucune preuve solide que des personnes puissent réduire leur attraction envers les personnes du même sexe ou augmenter leur attraction envers les personnes de sexe différent via des efforts pour changer d'orientation sexuelle. Au contraire, les études de personnes qui ont été soumises à ces pratiques décrivent des effets graves sur la santé mentale comme des épisodes d'anxiété sévères, des syndromes dépressifs, une isolation sociale, des troubles de dysfonction sexuelle, et des pensées suicidaires. Les victimes de thérapies de conversion sont aussi généralement soumises à des dogmes de leurs conseillers spirituels et à des programmes pour guérir leur "maladie" ; ces programmes peuvent inclure insultes homophobes, coups, privations de liberté ou de nourriture, voire même des exorcismes.
Au Salvador, le problème des ECOSIG est totalement invisibilisé, l'information sur la fréquence de ces pratiques au Salvador est limitée, et le peu d'information qui existe sur le sujet est périmée. Par exemple, en 2012, la Direction de la Diversité Sexuelle (qui faisait partie du défunt Secrétariat à l'Inclusion Sociale) réalisa une consultation nationale portant sur un certain nombre de "réalités LGBTI", via des entretiens de 400 personnes appartenant à la communauté LGBTI au Salvador. Parmi les résultats, on note que 41.4% des interviewés rapportèrent connaître quelqu'un qui est passé par un programme de "thérapie de réorientation sexuelle. De nos jours on ne sait pas si le pourcentage a changé, cette donnée de plus de dix ans étant toujours la seule qui existe sur le sujet. Quelques médias salvadoriens ont couvert le thème, compilant des témoignages de personnes LGBTI+ qui avaient été soumises à ces thérapies. De nos jours, les ECOSIG ne sont pas illégales au Salvador, ni dans aucun autre pays de la région d'Amérique Centrale.